# 432 (szám)
A 432 (római számmal: CDXXXII) egy természetes szám.

## A szám a matematikában
A tízes számrendszerbeli 432-es a kettes számrendszerben 110110000, a nyolcas számrendszerben 660, a tizenhatos számrendszerben 1B0 alakban írható fel.
A 432 páros szám, összetett szám, kanonikus alakban a 24 · 33 szorzattal, normálalakban a 4,32 · 102 szorzattal írható fel. Húsz osztója van a természetes számok halmazán, ezek növekvő sorrendben: 1, 2, 3, 4, 6, 8, 9, 12, 16, 18, 24, 27, 36, 48, 54, 72, 108, 144, 216 és 432.
Előállítható 4 egymást követő prímszám összegeként: 103 + 107 + 109 + 113 = 432.
Négyzetteljes szám, de nem teljes hatvány, ezért Achilles-szám.
Erősen tóciens szám: bármely nála kisebb számnál többször szerepel a φ(x) függvényértékek között.
A 432 négyzete 186 624, köbe 80 621 568, négyzetgyöke 20,78461, köbgyöke 7,55953, reciproka 0,0023148. A 432 egység sugarú kör kerülete 2714,33605 egység, területe 586 296,58738 területegység; a 432 egység sugarú gömb térfogata 337 706 834,3 térfogategység.